# Cataldo Jannelli
Cataldo Jannelli (Brienza, 20 settembre 1781 – Napoli, 1º luglio 1848) è stato un presbitero, filosofo e archeologo italiano.
Figlio di Prospero e Luisa Labriola, intraprese il sacerdozio presso il seminario di Marsico Nuovo, nel quale iniziò ad insegnare latino all'età di 16 anni. Si trasferì a Napoli per approfondire gli studi, dedicandosi all'archeologia, focalizzandosi sulla civiltà egizia, nubiana ed etrusca, e alla glottologia orientale.
Nel 1808 divenne custode della Biblioteca Reale, della quale sarà nominato prefetto nel 1845. Venne candidato all'insegnamento dell'appena costituita cattedra di scienza della storia presso l'università regia ma egli rifiutò. La sua opera filosofica più importante è Sulla natura e necessità della scienza delle cose e delle storie umane (1817). Morì a Napoli nel 1848.